# Samuele Papi
Samuele Papi (* 20. Mai 1973 in Ancona) ist ein ehemaliger italienischer Volleyballspieler. Er nahm an vier olympischen Turnieren teil und wurde mehrmals Welt- und Europameister.

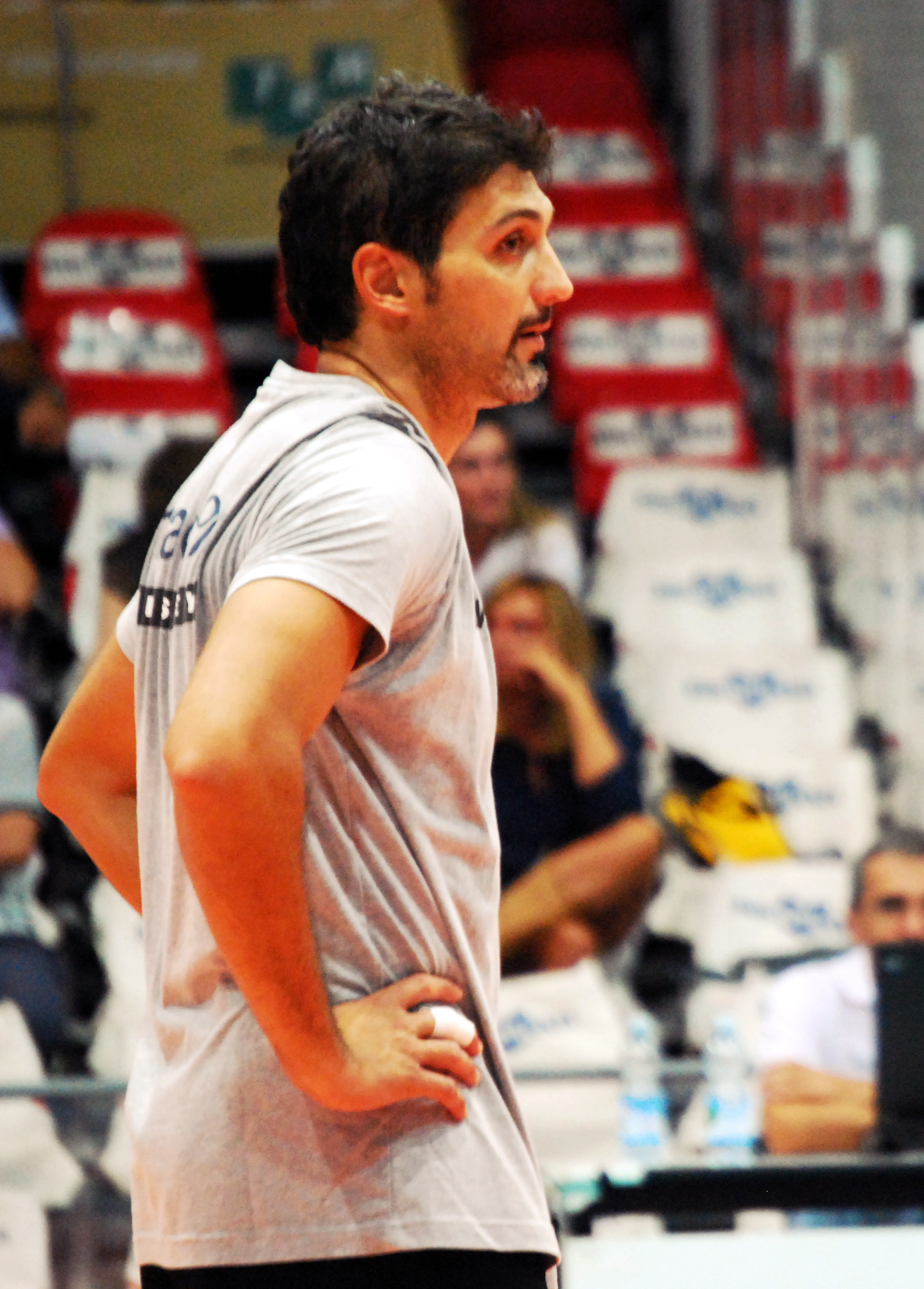
2010 in Piacenza

## Karriere
Papi begann seine Karriere 1990 bei Pallavolo Falconara. 1993 gab er sein Debüt in der italienischen Nationalmannschaft, mit der er im folgenden Jahr durch einen Sieg gegen die Niederlande die Weltmeisterschaft in Griechenland gewann. Anschließend wechselte er zu Alpitour Traco Cuneo. 1996 war der Außenangreifer mit dem Verein im italienischen Pokal und im CEV-Pokal erfolgreich. Mit der Nationalmannschaft nahm er an den Olympischen Spielen teil, die für Italien nach einer knappen Finalniederlage gegen die Niederlande mit der Silbermedaille endeten. 1997 und 1998 gewann Papi mit Cuneo zweimal in Folge den Europapokal der Pokalsieger. Anschließend wurde er von Sisley Treviso verpflichtet. Außerdem verteidigte er mit der Nationalmannschaft gegen Jugoslawien den Titel bei der WM in Japan. Papis erste Saison war mit dem Gewinn der italienischen Meisterschaft sowie der Champions League erfolgreich. Ein Jahr später gelang Treviso der Pokalsieg und die Titelverteidigung im höchsten Europapokal-Wettbewerb. Mit den Italienern erlebte Papi sein zweites Olympiaturnier, bei dem die Mannschaft diesmal Bronze gewann. 2001 und 2003 folgten weitere Meistertitel in der Liga. Außerdem triumphierte Papi mit Treviso im CEV-Pokal und mit der Nationalmannschaft bei der EM in Deutschland. Nach dem Double mit dem Verein nahm der Mittelblocker 2004 zum dritten Mal am olympischen Turnier teil, das für Italien erst im Finale gegen Brasilien endete. Treviso verteidigte 2005 beide nationalen Titel und siegte im folgenden Jahr erneut in der Champions League. 2007 folgte ein weiteres Double. 2011 verabschiedete sich Papi mit dem Gewinn der CEV-Pokals aus Treviso und wechselte zu Copra Piacenza. 2012 gewann er mit Italien bei den Olympischen Spielen in London die Bronzemedaille.